# 诺曼·基哈诺
诺曼·诺埃尔·基哈诺·冈萨雷斯（Norman Noel Quijano González） (1946年11月2日—)  萨尔瓦多政治家和前圣萨尔瓦多市长，民族主义共和联盟成员。2014年萨尔瓦多总统选举中的得票率为49.89%，以7000票的微弱差距败于法拉本多·马蒂民族解放阵线候选人萨尔瓦多·桑切斯·塞伦（50.11%）。

## 生平
基哈诺1946年11月2日出生于萨尔瓦多桑塔安纳，在弗朗西斯科·梅嫩德斯将军国立学院（National Institute General Francisco Menéndez）完成高中学业，1977年在萨尔瓦多大学毕业后成为一名牙科医生。1994年起成为立法议员。2009年当选圣萨尔瓦多市长，2013年辞职，2014年3月9日在第二轮总统选举投票中以7000票之微，败于萨尔瓦多·桑切斯·塞伦手下。
基哈诺有三个女儿: 莉塞特（Lisseth）、诺玛（Norma）和希梅娜（Ximena）。